# Diplusodon rotundifolius
Diplusodon rotundifolius là một loài thực vật có hoa trong họ Lythraceae. Loài này được DC. mô tả khoa học đầu tiên năm 1828.